# Circuito di Shah Alam
Il circuito di Shah Alam è stato un autodromo situato a Shah Alam, nello stato di Selangor, in Malaysia.

## Storia
Inaugurato in una prima versione da 3.380 m di lunghezza nel 1968, venne chiuso nel 1977 e modificato con l'aggiunta di una nuova curva nel 1985, raggiungendo una lunghezza complessiva di 3.505 m. Sul circuito si svolsero corse automobilistiche valide come Gran Premio della Malesia dal 1968 al 1995, mentre per quanto riguarda il motociclismo l'impianto ospitò le gare del campionato mondiale Superbike nel 1990 e nel 1991 e il Gran Premio motociclistico della Malesia dal 1991 al 1997.
Il tracciato è stato chiuso nel 2003 e l'area sulla quale sorgeva è stata destinata alla costruzione di un complesso residenziale.

## Risultati

### Campionato mondiale Superbike
| Anno | Gara 1                     | Gara 2                     |
| ---- | -------------------------- | -------------------------- |
| 1990 | Fabrizio Pirovano (Yamaha) | Fabrizio Pirovano (Yamaha) |
| 1991 | Raymond Roche (Ducati)     | Raymond Roche (Ducati)     |

### Motomondiale
| Anno | Classe 125                    | Classe 250            | Classe 500             |
| ---- | ----------------------------- | --------------------- | ---------------------- |
| 1991 | Loris Capirossi (Honda)       | Luca Cadalora (Honda) | John Kocinski (Yamaha) |
| 1992 | Alessandro Gramigni (Aprilia) | Luca Cadalora (Honda) | Michael Doohan (Honda) |
| 1993 | Dirk Raudies (Honda)          | Nobuatsu Aoki (Honda) | Wayne Rainey (Yamaha)  |
| 1994 | Noboru Ueda (Honda)           | Max Biaggi (Aprilia)  | Michael Doohan (Honda) |
| 1995 | Garry McCoy (Honda)           | Max Biaggi (Aprilia)  | Michael Doohan (Honda) |
| 1996 | Stefano Perugini (Aprilia)    | Max Biaggi (Aprilia)  | Luca Cadalora (Honda)  |
| 1997 | Valentino Rossi (Aprilia)     | Max Biaggi (Honda)    | Michael Doohan (Honda) |